# Juan Pablo Colinas
Juan Pablo Colinas Ferreras (León, España, 2 de septiembre de 1978) es un exfutbolista español que jugaba de portero.

## Trayectoria
Formado en las categorías inferiores de la Cultural y Deportiva Leonesa, posteriormente fichó por el filial del Deportivo Alavés. En la temporada 2002-03 fue el suplente de Richard Dutruel en el primer equipo, aunque tuvo la oportunidad de disputar cinco partidos en Primera División. Su debut en la categoría se produjo el 22 de septiembre de 2002 en un partido ante el Villarreal C. F. celebrado en el estadio El Madrigal que finalizó con una victoria de su equipo por 0-1.
Militó en el Alavés dos campañas más, en Segunda División y como portero suplente. A pesar del ascenso logrado en la temporada 2004-05, abandonó el club vitoriano y continuó en la categoría de plata tras firmar por el C. D. Numancia de Soria, donde jugó dos años como guardameta titular. Tras finalizar su contrato, fichó por el C. D. Tenerife en junio de 2007. En el equipo chicharrero comenzó la temporada como titular, aunque en el tramo final de la competición fue relegado al banquillo por su compañero Raúl Navas. Ante esta situación, rescindió el año de contrato que tenía pendiente con el Tenerife y aceptó una oferta para regresar al Numancia, recién ascendido a Primera División.
Tras no lograr la salvación en la temporada 2008-09, acordó una nueva rescisión de contrato para fichar por el Real Sporting de Gijón. En su primera campaña como rojiblanco fue el único jugador de la plantilla que disputó la totalidad de los minutos de la competición.
El 10 de julio de 2013 firmó un contrato con el Maccabi Tel Aviv F. C., con el que debutó en la Liga de Campeones en un partido de la segunda ronda previa disputado el 17 de julio ante el Győri ETO F. C. húngaro en el que el Maccabi venció por 0-2. El 3 de mayo de 2014 se proclamó campeón de la Liga israelí tras la victoria de su equipo frente al segundo clasificado y rival directo por el título, el Hapoel Be'er Sheva. En la campaña 2014-15 repitió éxito en el campeonato liguero, además de conseguir los títulos de la Copa de la Liga y la Copa de Israel. En agosto de 2015 el Maccabi rescindió su contrato.
El 12 de enero de 2016 se anunció su regreso al Numancia para lo que restaba de la temporada 2015-16. Una vez concluido el contrato, decidió abandonar la práctica del fútbol; sin embargo, en febrero de 2017 aceptó una propuesta para continuar su carrera en el AEK Larnaca, con el que ganó la Copa de Chipre 2017-18.

## Clubes
| Club                             | País   | Año       |
| -------------------------------- | ------ | --------- |
| Cultural y Deportiva Leonesa "B" | España | 1998-2000 |
| Deportivo Alavés "B"             | España | 2000-2002 |
| Deportivo Alavés                 | España | 2002-2005 |
| C. D. Numancia de Soria          | España | 2005-2007 |
| C. D. Tenerife                   | España | 2007-2008 |
| C. D. Numancia de Soria          | España | 2008-2009 |
| Real Sporting de Gijón           | España | 2009-2013 |
| Maccabi Tel Aviv F. C.           | Israel | 2013-2015 |
| C. D. Numancia de Soria          | España | 2016      |
| AEK Larnaca                      | Chipre | 2017-2018 |

## Palmarés

### Campeonatos nacionales
| Título          | Club                   | País   | Año  |
| --------------- | ---------------------- | ------ | ---- |
| Liga israelí    | Maccabi Tel Aviv F. C. | Israel | 2014 |
| Copa de la Liga | Maccabi Tel Aviv F. C. | Israel | 2015 |
| Liga israelí    | Maccabi Tel Aviv F. C. | Israel | 2015 |
| Copa de Israel  | Maccabi Tel Aviv F. C. | Israel | 2015 |
| Copa de Chipre  | AEK Larnaca            | Chipre | 2018 |